# Champ Car World Series

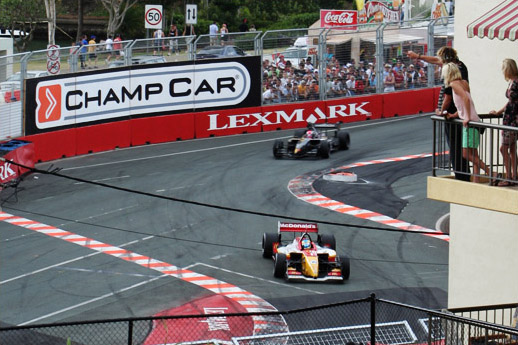
Szene aus dem Champ Car Rennen in Surfers Paradise, Queensland 2006

Die Champ Car World Series war eine Motorsportserie in den Vereinigten Staaten. Die Serie entstand 1979 als Folge von Meinungsverschiedenheiten zwischen Teamchefs und dem United States Auto Club, der die nationale Meisterschaft ausrichtete. Die Teamchefs gründeten mit CART ihren eigenen Sanktionsverband, um eine Serie auszurichten. Von 1981 bis 1996 trug die Serie den Namen Indy Car World Series. In dieser Zeit war sie alleine die höchste Formelserie in den USA. Die 1990er-Jahre gelten als die Blütezeit der Serie. Bekannte Formel-1-Fahrer wie Emerson Fittipaldi oder Nigel Mansell gewannen zu dieser Zeit den Titel und die CART-Titelträger Jacques Villeneuve und Juan Pablo Montoya feierten im Anschluss Erfolge in der Formel 1. Weitere Streitigkeiten und die Gründung der Indy Racing League (IRL) 1996 änderten zunächst wenig daran. Da das wichtigste Rennen, das Indianapolis 500, nun zur IRL gehörte, verwendete die Serie wieder den alten Begriff Champ Cars für ihre Fahrzeuge. Doch nach und nach wandten sich Teams und Hersteller zur Konkurrenzserie. Nach CARTs Insolvenz 2003 übernahm eine neue Gruppe Teambesitzer als Open Wheel Racing Series (OWRS) die Organisation, bis diese Gruppe 2008 selbst Insolvenz anmelden musste. Die Reste der Serie wurden von IndyCar (der umbenannten IRL) gekauft und beendeten damit die seit fast 30 Jahren bestehende Teilung der nationalen Meisterschaft.

## Geschichte

### Vorgeschichte
Der Ursprung der heutigen Champ-Car-Rennserie ist die AAA National Championship, die die American Automobile Association (AAA) ab 1909 veranstaltete. Die Rennen waren zu Beginn jedoch noch keine zusammenhängende Meisterschaft, sondern eine Serie von eigenständigen Rennen unter der Kontrolle der AAA. Die Meistertitel wurden daher auch erst später, nachträglich, verliehen. Eine offizielle AAA Meisterschafts-Serie gab es erst nach dem Ersten Weltkrieg. Die Rennserie gab schließlich auch den Rennwagen ihren Namen: erst Championship Cars und später kurz „Champ Cars“.
1911 fand das erste Indianapolis 500-Rennen auf dem Indianapolis Motor Speedway (IMS) statt. Heute ist dieses Rennen mit bis zu 300.000 Zuschauern am Renntag das größte Motorsportspektakel Amerikas und das größte Eintagessportereignis der Welt. Die späteren Inhaber sollten die Geschichte der Champ-Car-Rennserie noch erheblich beeinflussen.
Die Geschichte der Rennserie nach dem Zweiten Weltkrieg war durch Streitereien von Verbänden und Interessengruppen und damit erheblichen Diskontinuitäten geprägt.
Ab 1956 erlangte der United States Auto Club (USAC) die Kontrolle über die Rennserie und löste die AAA ab. Die AAA hatte nach einem schweren Unfall mit über 80 Toten in Le Mans die Organisation von Autorennen beendet.
Ab den 1960er-Jahren setzte sich für die Autos die Bezeichnung „Indy Cars“, bedingt durch die enorme Bedeutung des Indy-500-Rennens, durch. Diesen Namen sollten die Autos bis 1995 behalten.

### Erster Open-Wheel-Split
Aufgrund der Unzufriedenheit über die Sicherheitspolitik und dem Management des USAC schlossen sich 1978 viele Teams und Fahrer zur CART (Championship Auto Racing Teams) unter der Führung der Teamchefs Roger Penske und Pat Patrick zusammen. Das erste Rennen unter Führung der CART und mit ihren Regularien wurde am 11. März 1979 in Phoenix ausgetragen. Vierzehn Rennen inklusive der Indy 500 wurden von der CART ausgetragen, die USAC konnte noch sieben Rennen für sich beanspruchen. Als Kontrollorgan trat nun der Sports Car Club of America (SCCA) auf. Bis 1981 wurden Rennen in der Rennserie von beiden Vereinigungen ausgetragen. Im April 1980 wurde die Championship Racing League (CRL) gegründet, um die CART und den USAC im Interesse der Rennserie zusammenzubringen. Doch die Streitigkeiten fanden kein Ende und bereits im Juli trat der USAC auf Drängen der Geschäftsleitung des Indianapolis Motor Speedway aus der CRL aus. Die CRL war damit gescheitert. 1981 war das Indy 500 das einzige vom USAC durchgeführte Rennen in der Champ-Car-Serie und die CART konnte die Führung nun völlig übernehmen (der USAC richtete das Indy 500 jedoch noch bis 1995 aus). Bereits im November 1979 wurde die Rennserie nach der Akquise des Sponsors PPG in PPG IndyCar World Series umbenannt. Der Begriff „World Series“ war jedoch ziemlich euphemistisch, da nur Rennen in den USA, Kanada und Mexiko veranstaltet wurden.

### Blütezeit

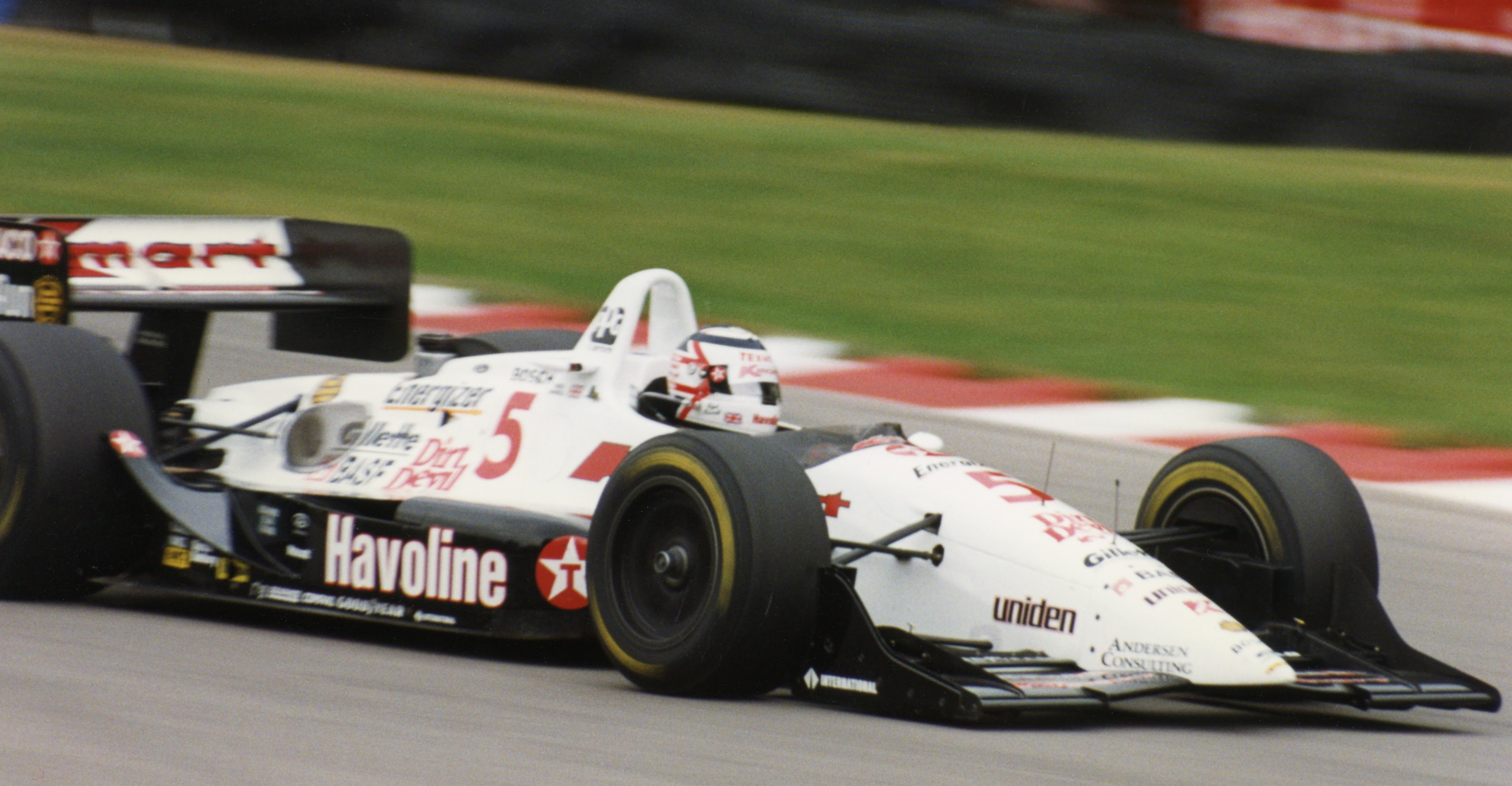
Nigel Mansell auf dem Mid-Ohio Sports Car Course, 1993

1990 expandierte die Serie an die Goldküste Australiens, 1996 sollten Rio de Janeiro in Brasilien, 1998 der Twin Ring Motegi in Japan hinzukommen. Am 15. September 2001 wurde das American Memorial (ursprünglich unter dem Namen „German 500“ geplant und 2003 auch so gefahren) auf dem Lausitzring sowie eine Woche später das Rockingham 500 km in England gefahren, womit die Serie seit dem Rennen in Brands Hatch 1979 erneut auf europäischem Boden gastierte.

### Zweiter Open-Wheel-Split
Im November 1991 schlug Tony George, Präsident des Indianapolis Motor Speedway (IMS) für die IndyCar-Serie eine neue Struktur mit der Gründung eines neuen Dachunternehmens, der Indy Car Inc. vor. Die CART lehnte dies ab. Im Februar 1992 lizenzierte die CART den Namen „IndyCar“ vom IMS, während George die Indy Car Inc. gründete. Diese beiden Vorgänge sollten der CART in Zukunft noch erhebliche Probleme bereiten. In den folgenden Jahren wuchs der Unmut beim Indianapolis Motor Speedway. Das Unternehmen beklagte die zurückgehende Bedeutung der 500 Meilen von Indianapolis in der IndyCar (CART)-Serie. Im März 1994 kündigte George an, eine Konkurrenzserie zur PPG IndyCar World Series zu gründen: die Indy Racing League (IRL). Die CART protestierte erfolglos gegen das Vorhaben. Im September 1995 formierte sich die Konkurrenzserie, während die meisten IndyCar (CART)-Teams die Teilnahme an der Indy Racing League ablehnten. Im Januar 1996 veranstaltete die IRL unter Kontrolle des USAC ihr erstes Rennen in Orlando. Das wichtigste Rennen der Saison, das Indy 500, fand ab diesem Jahr nicht mehr in der PPG IndyCar World Series, sondern in der IRL statt. CART beschloss, zum selben Termin ein Konkurrenzrennen in Michigan, die U.S. 500 auszurichten.
Im Dezember 1996 verlor CART nach einer Markenrechtsklage des IMS die Rechte an der Bezeichnung „IndyCar“. Der IMS musste aber zustimmen, die Bezeichnung für sechs Jahre (also bis Ende 2002) nicht zu verwenden. Die Serie wurde daraufhin in PPG CART World Series umbenannt. Im Dezember 1997 wurde Federal Express neuer Hauptsponsor der CART. Die Serie wurde erneut umbenannt und firmierte ab Dezember 1997 unter dem Namen FedEx Championship Series. Die Autos wurden nun auch wieder offiziell als Champ Cars bezeichnet. Mehrere Gespräche, die beiden konkurrierenden Serien zusammenzuführen, scheiterten. Die Bedeutung der Ovalrennen in der Rennserie sank durch die Konkurrenz der IRL sehr stark, doch die Rennen auf den anderen Rennstrecken blieben erfolgreich. Ab Anfang 2003 hieß die Indy Racing League nach Ablauf des Namensverzichts offiziell Indy Racing League IndyCar Series. Die CART nahm daraufhin eine erneute Namensänderung in Bridgestone presents The Champ Car World Series Powered by Ford vor, um die Bedeutung der Champ Cars zu betonen. Der Namenszusatz Powered by Ford rührte daher, dass alle anderen Motorenlieferanten (Mercedes-Benz, Honda, Toyota) die Serie verlassen hatten und man so aus der Not eine Tugend machte, indem man Ford als einen der beiden Seriensponsoren gewinnen konnte. Die CART hatte nach der Gründung der IRL stark zu kämpfen.

### Niedergang

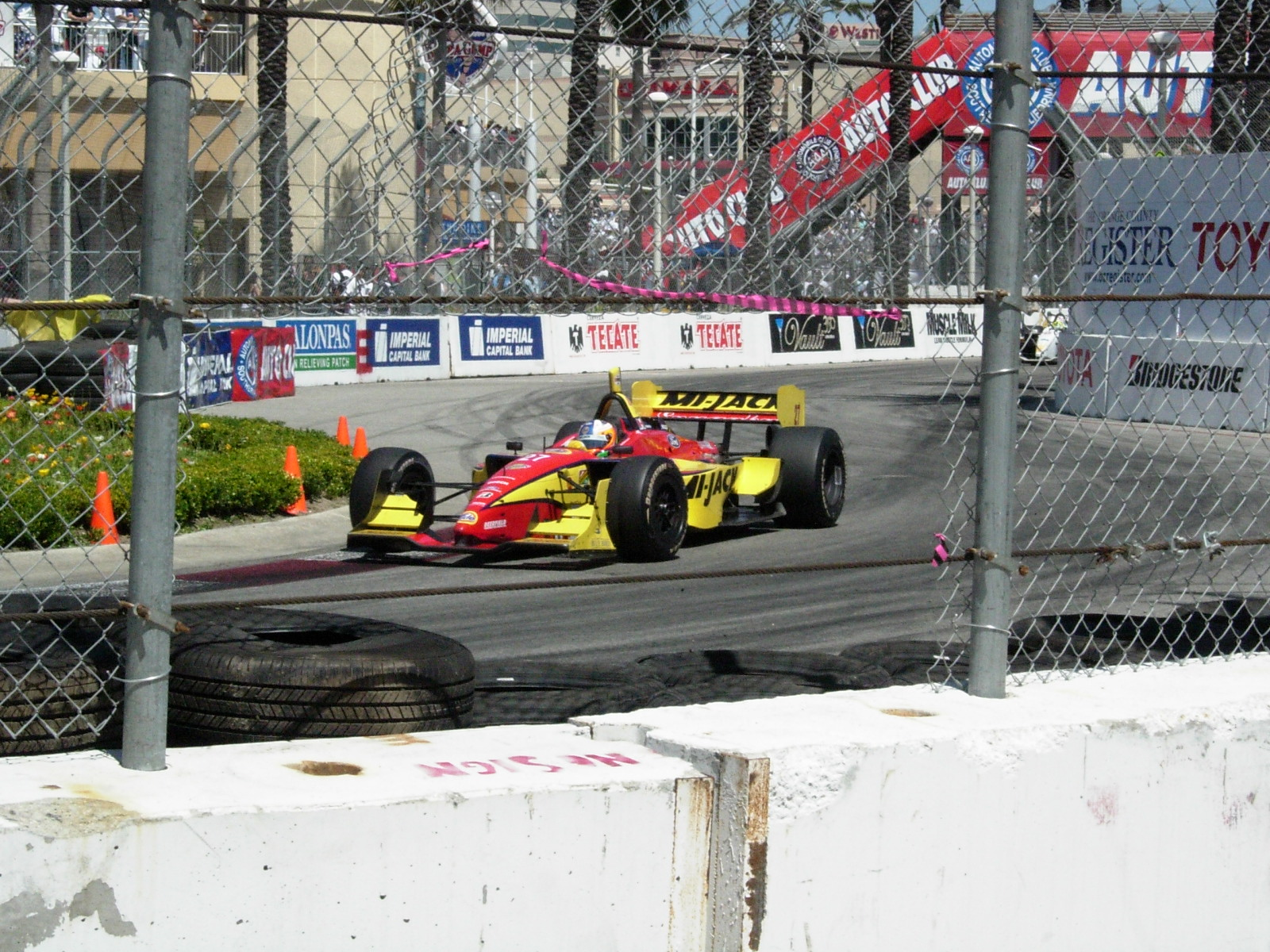
Andrew Ranger, Mi-Jack Conquest Racing, beim Grand Prix von Long Beach, 2005

Viele Teams verließen insbesondere wegen der Attraktivität der Indy 500 die Championship-Serie in Richtung IRL IndyCar-Serie. Doch auch der IRL IndyCar-Serie ging es kaum besser: die Eintrittskarten wurden verschenkt und die TV-Quoten lagen am Boden. 2003 hatte die Rennserie Schwierigkeiten das traditionelle Feld von 33 Fahrern beim Indy 500 aufzustellen. Durch die Gründung der Konkurrenzserie bei einem ohnehin engen Markt manövrierte Tony George vom IMS den US-Formel-Rennsport in eine handfeste Krise. Als Folge der geteilten und immer kleineren Starterfelder, aber auch durch das enorme Wachstum der Tourenwagen-Rennserie NASCAR Winston Cup (seit 2008 Sprint Cup), versank er in den letzten Jahren nahezu in der Bedeutungslosigkeit. Viele Rennen, egal ob Champ-Car- oder Indy-Car-Serie (bis auf die Indy 500) fanden inzwischen ohne TV-Übertragung und oft vor leeren Tribünen statt. Ende 2003 musste die CART Konkurs anmelden. Eine Gruppe von Teameigentümern kaufte als Open Wheel Racing Series (OWRS) die Mehrheit der CART und führte die Champ Car World Series weiter. Mit dem Rückzug von Pat Patrick kurz vor Saisonbeginn 2005 war zum ersten Mal keiner der CART-Gründer mehr in der Champ-Car-Serie tätig. Den damit verbundenen extremen Einsparungen waren auch viele der traditionellen Rennen zum Opfer gefallen und die Rennen in Europa wurden langfristig gestrichen.
2007 wurden wieder Rennen in Europa (Zolder & Assen) und Australien ausgetragen. Durch die massiven Einsparungen wähnte sich die Champ-Car-Serie wieder in einem Aufwärtstrend. Aber aufgrund der anhaltenden wirtschaftlichen Schwierigkeiten beider Serien fanden sich 2008 Tony George und Kevin Kalkoven, einer der Champ-Car-Besitzer, erneut zu Diskussionen über eine Vereinigung der Champ Car World Series und der IndyCar Series zusammen. Im Frühjahr 2008 fusionierten die beiden Serien. Bei diesem Zusammenschluss ging die Champ-Car-Serie in die IndyCar Series auf.

### Kurzübersicht über die wechselnden Bezeichnungen
Champ Cars blieben Champ Cars trotz ständig wechselnder Bezeichnungen der Rennserie:
- 1979: SCCA/CART Indy Car Series
- 1980–1996: PPG Indy Car World Series
- 1997: CART PPG World Series
- 1998–2002: FedEx Championship Series
- 2003–2006: Bridgestone presents the Champ Car World Series Powered by Ford
- 2007: Champ Car World Series

## Champ-Car-Rennwagen

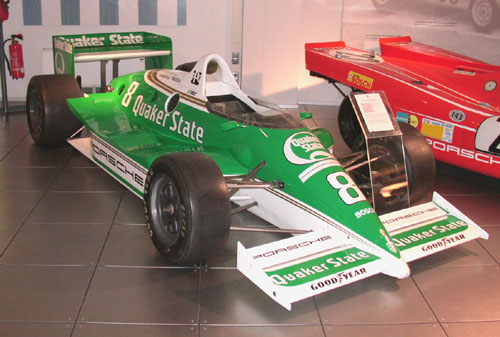
Porsche 2708 CART (1988)

Champ Car-Rennwagen verfügten ab 1969 über einen Turbomotor mit 2,65 Litern Hubraum. Zunächst war der Offenhauser-Vierzylinder üblich, später waren es in der Regel 8 Zylinder in V-Form, wobei jedoch vor allem bis Anfang der 1980er-Jahre auch Vierzylinder und V6 eingesetzt wurden. Der Ladedruck nahm mit den Jahren immer stärker ab (von mehr als 50 psi Anfang der achtziger Jahre bis 35 psi), um die Motorleistung (zuletzt ca. 720 PS) zu begrenzen (ca. 1200 PS wären mit Originalreglement möglich). Den Maßstab setzte deswegen ein 900 PS starker Honda V8 aus dem Jahr 1997. In der Formel 1 hingegen waren Turbomotoren in den 1980er Jahren der Standard, wurden aber zur Saison 1989 von der FIA verboten und erst zur Saison 2014 wieder eingeführt.
Als Treibstoff wurde Methanol verwendet, welcher sich im Gegensatz zu Benzin mit Wasser sehr gut löschen lässt. Manchmal kam es beim Auftanken zur Entzündung des Kraftstoffs, der im Gegensatz zu Benzin mit unsichtbarer Flamme brennt, weswegen nach dem Tanken auf Verdacht Wasser auf den Wagen gespritzt wurde. Dieser Treibstoffwechsel wurde nach schweren Feuerunfällen der 1960er Jahre vorgeschrieben. Methanol hat im Vergleich zu Benzin eine höhere Klopffestigkeit, ist somit für Turbomotoren gut geeignet, und weniger leicht brennbar. Im Unterschied zur Formel 1 wurden die Rennen ab den 1960er Jahren ununterbrochen auf Slick-Reifen gefahren.

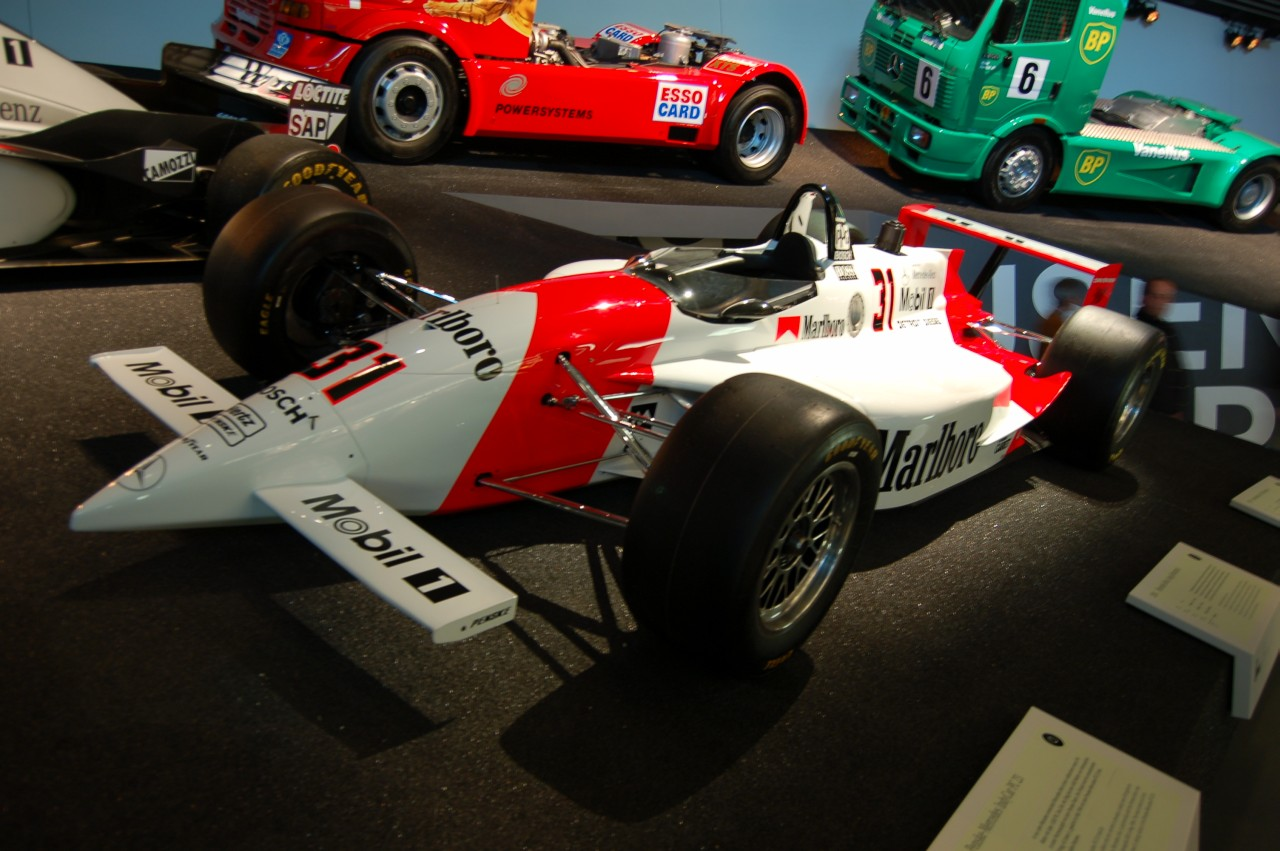
Penske-Mercedes

Aufgrund einer konservativen bzw. kostensparenden Haltung der Organisatoren wurden technische Änderungen, die nicht der Sicherheit dienten, nahezu grundsätzlich abgelehnt. Das Getriebe wurde noch bis in die Saison 2006 mit einem Ganghebel manuell betätigt, nicht wie schon lange in der Formel 1 üblich per Knopfdruck am Lenkrad pneumatisch bzw. hydraulisch. Das Bremsen der technischen Entwicklung sorgte so für relativ wenig technische Defekte. Durch viele Einheitsteile (insbesondere das Chassis) und Einheitszulieferer wurden die Kosten niedrig gehalten. Da in den USA die Aktion auf der Strecke als wichtiger angesehen wird als Boxenstoppstrategien, achtete man darauf, dass das Feld eng zusammen lag. Zwischenfälle wurden wesentlich schneller als im europäischen Rennsport für eine zeitweise Neutralisierung des Rennens genutzt, die das Feld wieder zusammenführt.
Der zuletzt genutzte einheitliche Fahrzeugtyp Panoz DP01 hatte eine Leistung von 750 PS, beschleunigte von 0 auf 100 km/h in 2,4 Sekunden und erreichte eine Spitzengeschwindigkeit um die 380 km/h. Zudem besaßen die Fahrzeuge einen „Turboboost“, der es dem Fahrer während eines Rennens ermöglichte, für genau 60 Sekunden ca. 20 PS mehr Leistung abzurufen.
Durch das Einheitsauto und den Turboboost waren die Rennen der Champ-Car meist spannend und eng.

## Champ-Car-Rennstrecken
Im Gegensatz zu F1-Fahrern mussten sich Champ-Car-Piloten grundsätzlich auf fünf verschiedene Typen von Rennstrecken einstellen. Hierzu zählten permanente (Straßen-)Rennstrecken, temporäre Stadtkurse, Flugplatzkurse, kleinere bis mittelgroße Ovalkurse, sowie letztlich die oft gefürchteten Superspeedways, Ovale mit meist stark überhöhten Kurven und einer Streckenlänge von mindestens zwei Meilen.
Für alle diese Aufgaben genügten zwei unterschiedliche Chassisversionen, welche sich beinahe ausschließlich aerodynamisch voneinander unterschieden: ein unmodifiziertes Chassis und ein so genanntes Speedwaykit. Letzteres wurde mit extrem kleinen Flügeln (den so genannten Speedwaywings), Seitenkästen mit anders positionierten Luftauslässen und Kohlefaserbremsscheiben für den Einsatz im Superspeedway ausgestattet. Ab 1998 wurde im Übrigen das so genannte Hanford Device, ein spezieller Heckflügel, bei allen Superspeedway Events vorgeschrieben, da hierdurch einerseits sehr hohe Geschwindigkeiten (rund 400 km/h) vermieden wurden und andererseits ein dicht gepacktes Feld von Fahrzeugen für Hochspannung sorgte, denn der Flügel verursacht einen Unterdruck hinter dem Fahrzeug, der als extremer Windschatten diente.
In der letzten Saison 2007 fuhr die Champ Car World Series allerdings nicht mehr auf Ovalen, sondern überließ dieses Feld der IndyCar Series. Es wurde zwar noch bei der Vorstellung des Panoz-Champ-Cars für die Saison 2007 betont, dass das Oval-Erbe nicht aufgegeben werden solle, allerdings war es immer schwieriger geworden, Champ-Car-Rennen auf Ovalen gegen die Konkurrenz von NASCAR und IRL zu vermarkten.

## Champ-Car-Champions
| Jahr | Meister            | Punkte | Rookie of the Year    |
| ---- | ------------------ | ------ | --------------------- |
| 1979 | Rick Mears         | 4060   | N/A                   |
| 1980 | Johnny Rutherford  | 4723   | Dennis Firestone      |
| 1981 | Rick Mears         | 304    | Tony Bettenhausen jr. |
| 1982 | Rick Mears         | 294    | Bobby Rahal           |
| 1983 | Al Unser           | 151    | Teo Fabi              |
| 1984 | Mario Andretti     | 176    | Roberto Guerrero      |
| 1985 | Al Unser           | 151    | Arie Luyendyk         |
| 1986 | Bobby Rahal        | 179    | Chip Robinson         |
| 1987 | Bobby Rahal        | 188    | Fabrizio Barbazza     |
| 1988 | Danny Sullivan     | 182    | John Jones            |
| 1989 | Emerson Fittipaldi | 196    | Bernard Jourdain      |
| 1990 | Al Unser Jr.       | 210    | Eddie Cheever         |
| 1991 | Michael Andretti   | 234    | Jeff Andretti         |
| 1992 | Bobby Rahal        | 196    | Stefan Johansson      |
| 1993 | Nigel Mansell      | 191    | Nigel Mansell         |
| 1994 | Al Unser Jr.       | 225    | Jacques Villeneuve    |
| 1995 | Jacques Villeneuve | 172    | Gil de Ferran         |
| 1996 | Jimmy Vasser       | 154    | Alessandro Zanardi    |
| 1997 | Alessandro Zanardi | 195    | Patrick Carpentier    |
| 1998 | Alessandro Zanardi | 285    | Tony Kanaan           |
| 1999 | Juan Pablo Montoya | 212    | Juan Pablo Montoya    |
| 2000 | Gil de Ferran      | 168    | Kenny Bräck           |
| 2001 | Gil de Ferran      | 199    | Scott Dixon           |
| 2002 | Cristiano da Matta | 237    | Mario Domínguez       |
| 2003 | Paul Tracy         | 226    | Sébastien Bourdais    |
| 2004 | Sébastien Bourdais | 369    | A. J. Allmendinger    |
| 2005 | Sébastien Bourdais | 348    | Timo Glock            |
| 2006 | Sébastien Bourdais | 387    | Will Power            |
| 2007 | Sébastien Bourdais | 364    | Robert Doornbos       |